# The New Grove Dictionary of Opera
The New Grove Dictionary of Opera és una enciclopèdia d'Òpera, considerara una de les millors fonts de referència general en aquesta temàtica. És l'obra més gran sobre òpera publicada i impresa en anglès, amb 5.448 pàgines en quatre volums.
Va ser publicada el 1992 per Macmillan Reference a Londres, i va ser editada per Stanley Sadie, amb contribucions de més de 1.300 experts. L'enciclopèdia conté 11.000 articles en total que parlen de 2.900 compositors i 1.800 òperes. L'apèndix de la mateixa inclou un índex de noms i rols, així com índex de íncipits d'àries, ensembles i peces d'òpera.
El diccionari es troba disponible en línia, juntament amb el The New Grove Dictionary of Music and Musicians.